# بورووار
بورووار (به فرانسوی: Beaurevoir) یک کمون در فرانسه است که در انه واقع شده‌است.

## خصوصیات
بورووار ۲۱٫۷۳ کیلومترمربع مساحت و ۱٬۴۸۳ نفر جمعیت دارد و ۱۳۸ متر بالاتر از سطح دریا واقع شده‌است.